# راميز قولييف
راميز أيوب أوغلو قولييف (بالأذرية: Ramiz Quliyev) موسيقار أذربيجاني عازف تار بارز، فنان الشعب في جمهورية أذربيجان الاشتراكية السوفيتية، عام 1988.

## حياته وإبداعه
ولد راميز قولييف في 30 أبريل لعام 1947 بمقاطعة آقدام. تلقى تعليمه في المدرسة الثانوية الموسيقية في مقاطعة آقدام في 1954 وفي المدرسة الثانوية المتخصصة للموسيقى اسمه عزير حاجبايوف في مقاطعة آقدام في 1960.
بين 1964 و1969 تلقى تعليمه على اختصاص تار وقائد أوركيسترا في أكاديمية باكو للموسيقى إسمه عزير حاجبايوف.
خلال فترات في المدرسة شارك راميز قولييف في «معرض الإنجازات الاقتصادية الوطنية» التي عقدت قي موسكو فس 1961. في 1963-1964 عمل راميز قولييف مدرسًا ومحاضرًا كبيرًا في المدارس الموسيقية رقم 1 في بمقاطعة آقدام وفي 1965-1974 في مدرسة باكو للموسيقى رقم 1 ورقم 20، أستاذ تار في أكاديمية باكو للموسيقى اسمه عزير حاجبايوف.
قدم راميز قولييف حفلات في تركيا وأفغانستان وسوريا وهولندا وسويسرا وفرنسا وألمانيا الشرقية وباكستان والجزائر وتونس وألمانيا والهند والولايات المتحدة وكندا والدنمارك وإيران والعراق وإنجلترا وإسرائيل والنرويج وبلاد أخرى.

## جوائزه
- جائزة كومسومول لينين في جمهورية أذربيجان الاشتراكية السوفيتية - 1978
- فنان تكريم في جمهورية أذربيجان الاشتراكية السوفيتية - 1982
- فنان الشعب في جمهورية أذربيجان الاشتراكية السوفيتية - 1988
- جائزة «هوماي» - 1993
- وسام شهرة (أذربيجان) - 14 مايو، 2007
- وسام «الشرف» - 1 مايو، 2017